# Попіл (телесеріал)
Попіїх збірна«Попіл» (рос. «Пепел») — російський 10-серійний телесеріал 2013 року режисера Вадима Перельмана.

## Сюжет
СРСР, 1938 рік. З відпустки терміново відкликають капітана Червоної армії Ігоря Петрова. Він знає, що багатьох офіцерів його частини було заарештовано. В купе поїзда він зустрічається зі злодієм Сеньком Попілом. Перед капітаном відкривається можливість уникнути вірної смерті — він міняється з Попелом одягом, документами і забирає злодійський «общак»…

## У ролях
- Володимир Машков
- Євген Миронов
- Олена Лядова
- Андрій Смоляков
- Сергій Гармаш
- Чулпан Хаматова
- Ірина Розанова
- Олександр Дьяченко
- Сергій Чонішвілі
- Петро Мамонов
- Володимир Гостюхін
- Карина Андоленко
- Фархад Махмудов
- Костянтин Балакірєв
- Сергій Фролов
- Ромуальд Макаренко

## Творча група
- Сценарій: Ренат Хайруллін, Дмитро Новосьолов, Марина Естер
- Режисер: Вадим Перельман
- Оператор: Ілля Дьомін
- Композитор: Юрій Потеенко